# Julius Schrader

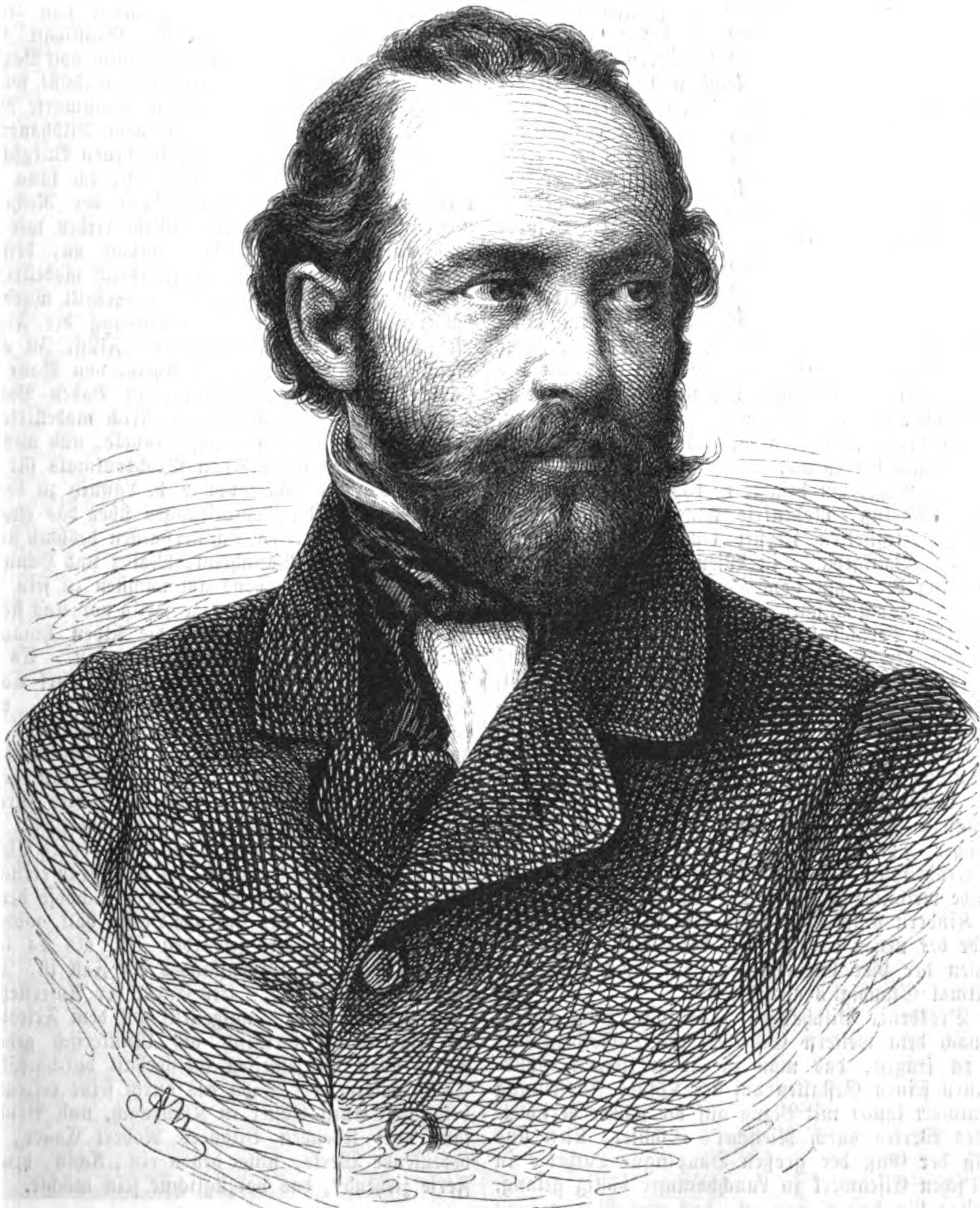
Julius Schrader. Grafik av Adolf Neumann.

Julius Friedrich Anton Schrader, född den 16 juni 1815 i Berlin, död den 16 februari 1900 i Gross-Lichterfelde, var en tysk målare.
Schrader studerade i Düsseldorf för Friedrich Wilhelm von Schadow, vistades i Italien 1845–1847 och var lärare vid Berlins konstakademi 1848–1892. Han tog livligt intryck av Gallait och de Keyser och målade historiska tilldragelser närmast i deras anda: Calais kapitulation (1847), Lionardo da Vincis död (1851), Lady Macbeths sömngång (1860), Berlin och Cölln hyllar Fredrik av Hohenzollern 1415 (1874) och Drottning Luise besöker ett barnhus. Schrader målade även porträtt (Leopold von Ranke, Peter Reichensperger, Alexander von Humboldt med flera).